# 甲斐バンド&甲斐よしひろ グレイト・トリビュート・コレクション グッド・フェローズ
『甲斐バンド&甲斐よしひろ グレイト・トリビュート・コレクション グッド・フェローズ』（かいバンド・アンド・かいよしひろ グレイト・トリビュート・コレクション グッド・フェローズ）は、甲斐バンドと甲斐よしひろの楽曲を集めたトリビュート・アルバム。2004年8月25日発売。

## 概要
甲斐よしひろのプロデビュー30周年を記念して制作されたオフィシャル・トリビュート・アルバム。DA PUMPやキンモクセイ、HOUND DOGなどバラエティ豊かなメンバーが参加。
アルバムには特典として、甲斐よしひろ30周年記念オリジナル・アルバム『アタタカイ・ハート』とのW購入特典として、甲斐バンド未発表映像を収録したDVDが抽選で100名に当たるハガキと応募券があった。
リリース後、デビュー30周年を記念して開催されたPARTY 30 in 日本武道館において、本作参加ミュージシャンをゲストに迎えて30周年を締めくくった。

## 収録曲
1. HERO〜ヒーローになる時、それは今〜 / 大黒摩季とフレンズ
2. 風の中の火のように / DA PUMP
3. テレフォン・ノイローゼ / キンモクセイ
4. 裏切りの街角 / m.c.A・T
5. 漂泊者（アウトロー） / 高橋克典
6. 陽の訪れのように / 山口智充
7. 安奈 / 松岡充
8. かりそめのスウィング / 石川セリ
9. BLUE LETTER / HOUND DOG
10. 破れたハートを売り物に / INSPi